# Synagoge (Clouange)

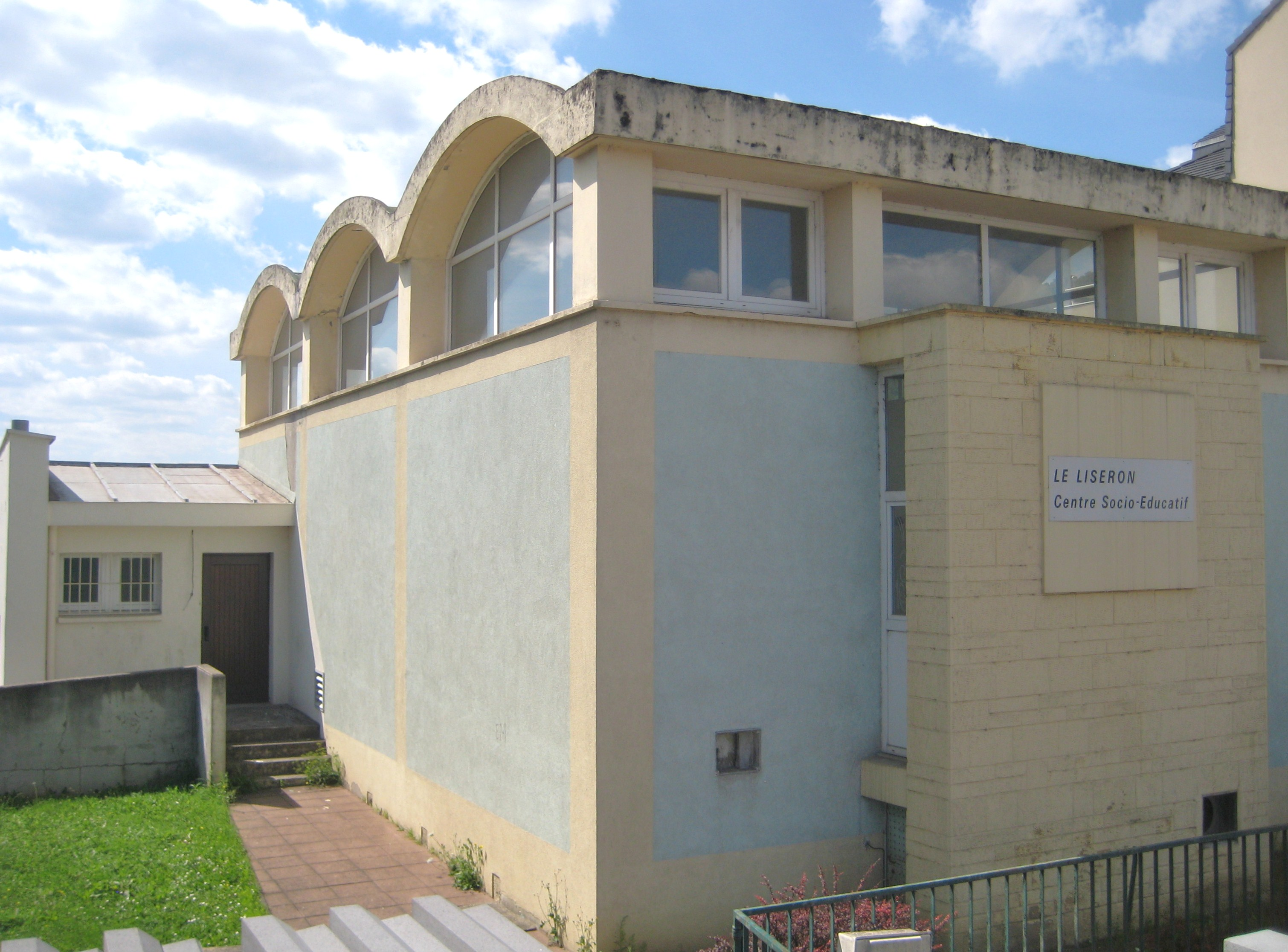
Ehemalige Synagoge in Clouange (2011)

Die Synagoge in Clouange, einer französischen Gemeinde im Département Moselle in der historischen Region Lothringen, wurde 1960 errichtet. Die profanierte Synagoge in der Rue Jean Burger wird seit einigen Jahren als Jugendzentrum genutzt wird.